# BMW Ljubljana Open 2008
Il BMW Ljubljana Open 2008 è stato un torneo di tennis facente parte della categoria ATP Challenger Series nell'ambito dell'ATP Challenger Series 2008. Il torneo si è giocato a Lubiana in Slovenia dall'8 al 14 settembre 2008 su campi in terra rossa e aveva un montepremi di €42 500.

## Vincitori

### Singolare
Ilija Bozoljac ha battuto in finale  Giancarlo Petrazzuolo con il punteggio di 6–4, 6–3

### Doppio
Juan Pablo Brzezicki /  Mariano Hood hanno battuto in finale  Rameez Junaid /  Philipp Marx con il punteggio di 7–5, 7–6(4)